# Zdravko Zemunović
Zdravko Zemunović (sinh ngày 26 tháng 3 năm 1954) là một huấn luyện viên và cựu cầu thủ bóng đá người Serbia.

## Sự nghiệp Huấn luyện viên
Zdravko Zemunović đã dẫn dắt Voždovac, Shimizu S-Pulse và Rad.